# Smugi (Koszalin)
Pour les articles homonymes, voir Smugi.
Smugi est une localité polonaise de la gmina mixte de Polanów, située dans le powiat de Koszalin en voïvodie de Poméranie-Occidentale. Elle se situe à environ 35 km à l'est de la ville de Koszalin et 159 km à l'est de la capitale régionale Szczecin.

## Géographie

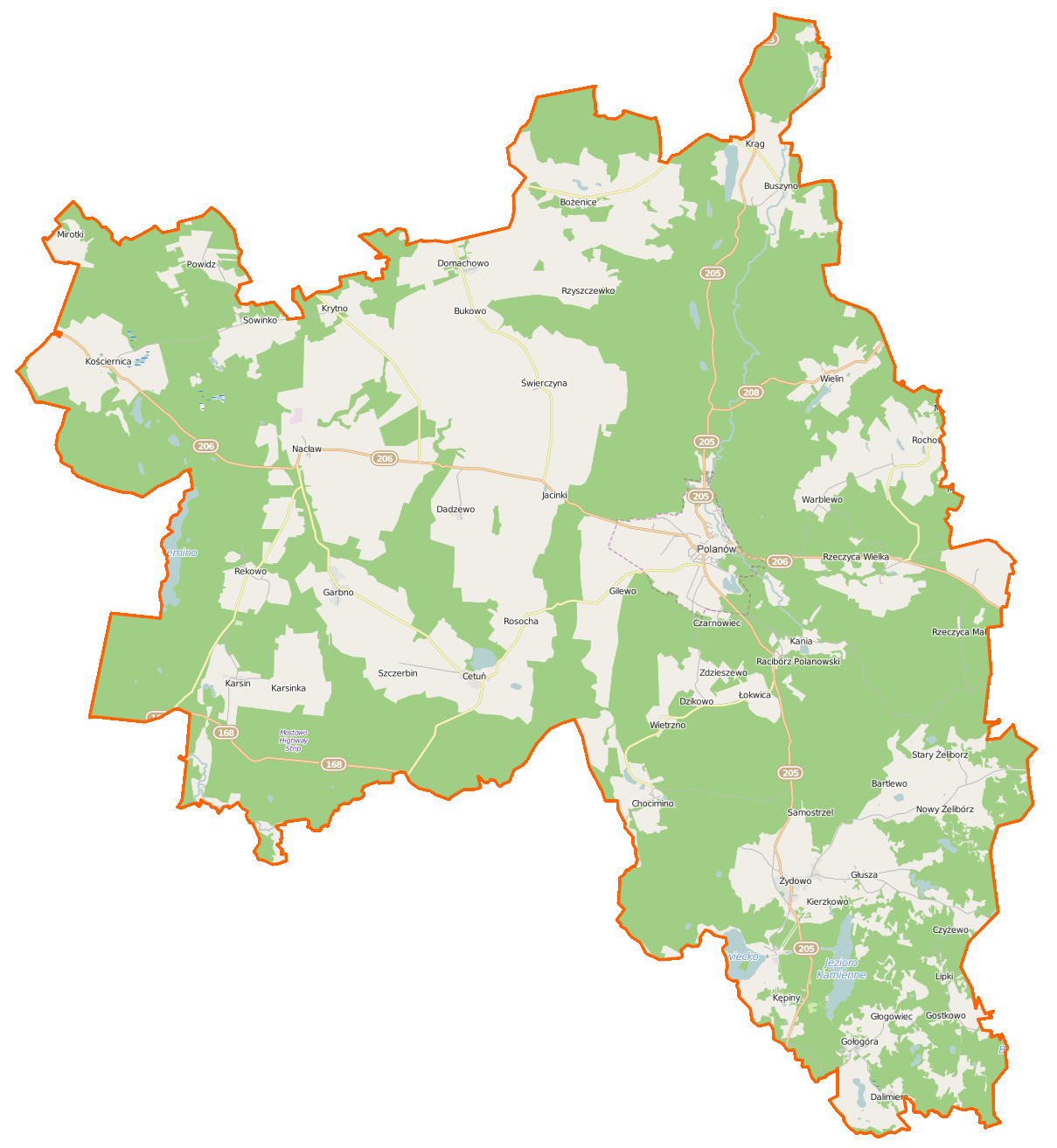
Carte de la gmina de Polanów.